# Reah: Face the Unknown
Reah: Face the Unknown est un jeu vidéo de type walking simulator développé par Project Two Interactive et Friar, édité par Detalion et LK Avalon. Il est sorti en 1998 sur Windows.
Il a pour suite Schizm: Mysterious Journey.

## Accueil
- Adventure Gamers : 3/5[1]
- GameSpot : 4,9/10[2]